# 동인지 즉매회

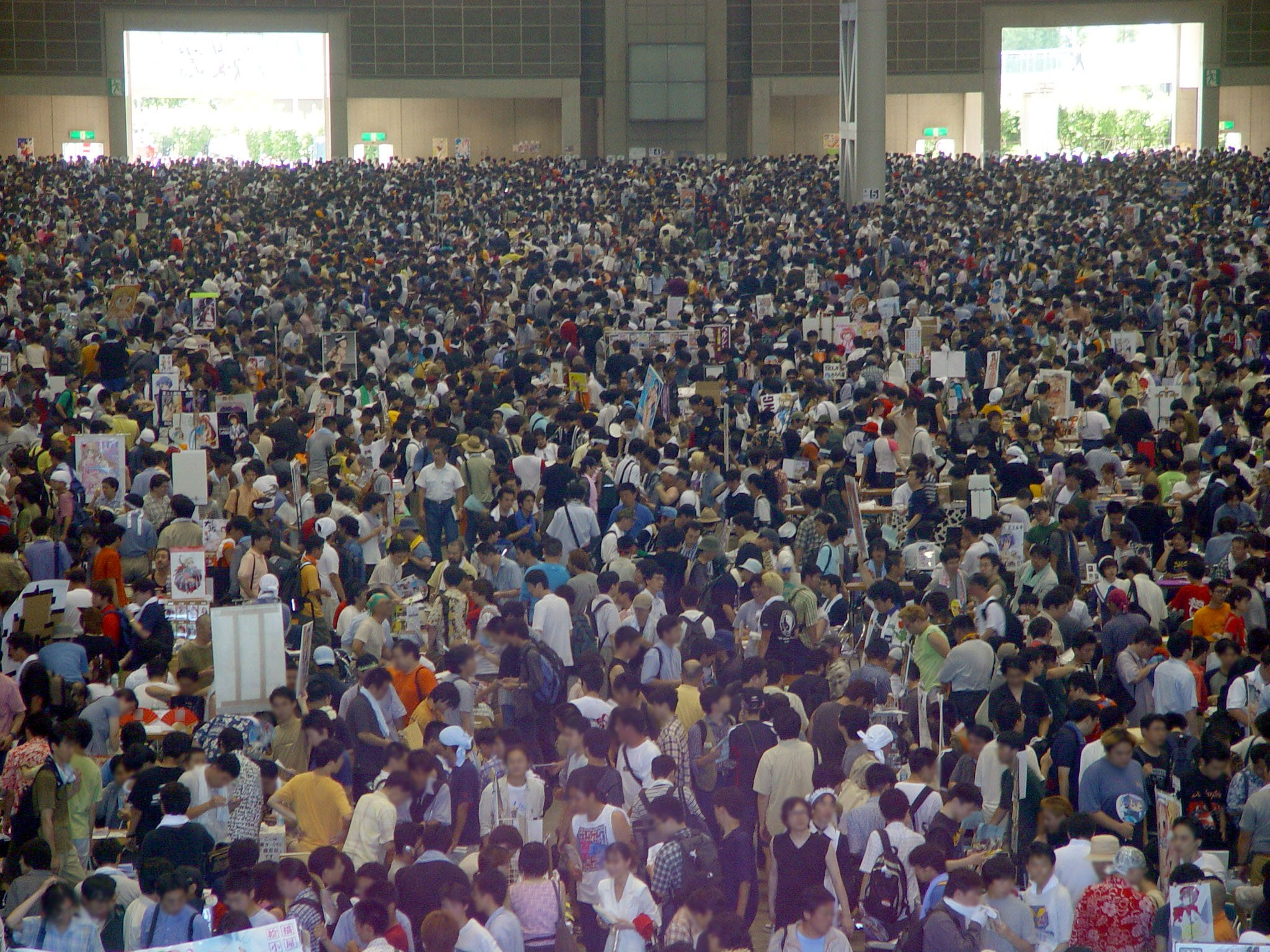
세계 최대의 동인지 즉매회인 코믹마켓

동인지 즉매회(同人誌即売会) 또는 이벤트(イベント)는 동인지를 배포, 반포, 판매하는 동인 행사이다. 일본에서는 수많은 동인지 즉매회가 개최되고 있으며, 일본 이외의 동아시아 국가들 등에서도 동인지 즉매회가 개최되고 있다.
일본에서 이뤄지는 동인지 즉매회는 만화, 애니메이션 관련 동인지 쪽이 압도적으로 많다. 또한 그 중에서도 여러 가지 분야에 걸쳐 동인지 즉매회가 있으며 서적 외에도 소프트웨어, 음악 CD, 굿즈와 같은 입체물 등도 판매되고 있다.

## 개요
동인지 즉매회는 동인지의 주요 배포처 중 하나이다. 대부분은 수백 개 동인 서클들이 참가하는 소규모 행사이지만, 대규모 행사들은 수만 또는 수십만의 방문객들을 끌어모아, 일본의 주요 공공 행사가 되기도 한다. 이 중 최대인 코믹마켓은 해마다 두 번씩 있는 행사에서 매회 35,000명의 판매자들과 50만 명 이상의 방문객들을 끌어모은다. 대부분의 동인지 즉매회들은 아마추어 창작자들에 의해 조직되며, 동인지 판매에 주력한다.
대한민국, 중화민국, 그리고 홍콩에서는 각각 서울·부산 코믹월드, 타이완 코믹월드(CWT), 홍콩 코믹월드(CWHK)가 개최되고 있다. 이 행사들은 정기적으로 개최되며, 남성과 여성 모두를 끌어모으고 있다. 뉴질랜드의 오버로드(Overload, 초기 명칭은 동인 오버로드Doujin Overload)는 코믹마켓에서 영감을 받아 2006년부터 오클랜드에서 개최되어 일본의 만화와 애니메이션 분야 외의 창작자들에게까지 확대되었다.

## 종류
동인지 즉매회들은 규모, 일정, 중점 등이 다양할 수 있다. 많은 행사들이 매년, 격달, 심지어 매달 등의 주기를 가지고 개최된다. 많은 대규모 행사들이 올 장르(オールジャンル) 이벤트들로, 모든 팬덤과 "장르"의 창작자들이 참가할 수 있다. 코믹마켓 등이 이에 해당한다. 몇몇 행사들에서는 코스프레 활동도 가능하다. 소규모의 동인지 즉매회들은 보통 더 좁거나 단일한 장르를 다루는 행사가 된다. 많은 소규모 행사들이 "온리전"이다.

## 운영 방식
주최자들은 행사 수 개월 전에 다른 동인지 즉매회들이나 동인 상점 등에서 배포되는 배포물과 인터넷을 통해 참가자들을 모집한다. 배포물은 동인 서클들을 위핸 자리가 얼마나 있는지, 코스프레 참가자들은 얼마나 신청할 수 있는지 등의 정보가 담겨 있다. 이에 관심을 가지 동인 서클들과 코스프레 참가자들은 보통 배포물 내의 양식이나 온라인 서비스 등을 통해 지원할 수 있다. 동인지 즉매회 방문객들은 보통 행사장 입장 전후의 등록 절차가 필요하지 않다.
몇몇 행사들에는 코스프레 등의 다른 행사들도 포함되어 있지만, 동인지 즉매회에서의 주요 활동은 동인지 판매이다. 참가한 동인 서클들은 긴 줄으로 늘어선 테이블에 앉아 작품들을 진열한다. 이들은 주로 하나의 팬덤이기도 하고, 각자 중점을 둔 주제들을 다루기도 하며, 방문객들은 종종 참가 서클들 전체가 나타나 있는 행사 카탈로그를 받게 된다. 방문객들은 테이블 사이의 복도로 이동하며, 눈에 들어오는 동인지들을 훓어보고, 동인 서클에게서 현금으로 구매하게 된다.
동인지 즉매회에서는 "팬들에 의해, 팬들을 위해"라는 원칙이 통용되지만, 동인지 즉매회에 참가한 모두가 팬들이나 아마추어들인 것은 아니다. 2004년 하계 코믹마켓 행사에서는, "코믹마켓 전체 참가 서클들 중 5퍼센트는 전문 만화가나 삽화가가 주도했으며, 10퍼센트는 이미 전문적으로 종사한 경험이 있는 서클들이었다". 성인 게임 제작자들 또한 창작자들에게 동인지 제작을 허락한다. 특히 대규모 행사들에서는 미디어 기업들의 참가도 허용된다. 여러 종류의 기업들이 협찬, 직접 참가, 서비스 제공 등을 통해 동인지 즉매회들을 지원하고 있다. 예를 들어, 코믹마켓에서는 주로 미디어 기업들이 굿즈와 상품들을 판매하거나 배포하는 "기업 부스"가 있다. 미술 용구 회사들과 동인지 인쇄소들도 대규모 행사들에서 부스를 운영하고 있다.

## 같이 보기
- 동인 (문화)
- 동인지
- 동인 음악
- 동인 소프트웨어
- 동인 상점
- 코믹마켓
- 코믹월드

## 더 읽어보기
- Ito, Mizuko, Daisuke Okabe, and Izumi Tsuji, eds. 2012. Fandom Unbound: Otaku Culture in a Connected World. Yale University Press.
- Lam, Fan-Yi (2010). “Comic Market: How the World's Biggest Amateur Comic Fair Shaped Japanese Dōjinshi Culture”. 《Mechademia》 5: 232–48.
- Leavitt, Alex; Horbinski, Andrea (2012). “Even a Monkey Can Understand Fan Activism: Political Speech, Artistic Expression, and a Public of the Japanese Dojin Community”. 《Transformative Works and Cultures》. doi:10.3983/twc.2012.0321.